# Nothobranchius albimarginatus
Nothobranchius albimarginatus là một loài cá thuộc họ Aplocheilidae. Nó là loài đặc hữu của Tanzania. Các môi trường sống tự nhiên của chúng là sông có nước theo mùa and shrub-dominated wetlands.